# All Out!!
All Out!! (オールアウト！！?, Ōru Auto!!) è un manga spokon dedicato al rugby, scritto e disegnato da Shiori Amase, serializzato sul Monthly Morning Two di Kōdansha dal 21 novembre 2012 al 22 novembre 2019. Un adattamento anime, coprodotto da Madhouse e TMS Entertainment in collaborazione con Telecom Animation Film e acquistato in Italia da Dynit, è stato trasmesso in Giappone tra il 6 ottobre 2016 e il 30 marzo 2017.

## Trama
Kenji Gion è un ragazzo che vive nella prefettura di Kanagawa, si iscrive come matricola nel liceo Jinkō, condizionato dalla sua bassa statura per lui è sempre stato proibitivo poter far parte di un club sportivo in quanto nessuno lo voleva in squadra, ma al suo ingresso nel liceo aderisce al modesto club di rugby a 15 della scuola, capitanato da Takuya Sekizan. In squadra ci sono dei giocatori molto forti tra i quali si possono citare Masaru Ebumi, Toshinosuke Matsuo, Yūsaku Suwa e Isao Kifune ma il club di rugby del Jinkō è da tempo sprovvisto di un allenatore, quindi la squadra, priva di una vera guida, non riesce ancora a sfruttare bene il suo potenziale. Oltre a Gion ci sono altre matricole che si dimostrano piuttosto promettenti ad esempio Etsugo Ōharano e Sumiaki Iwashimizu. Benché Gion non abbia esperienza nel rugby, a dispetto del suo piccolo corpo, sembra avere una naturale predisposizione allo scontro fisico, cosa che fa di lui un promettente flanker.
Il Jinkō affronta in un'amichevole la squadra del liceo Keijō, tra le migliori di Kanagawa, i cui giocatori si distinguono specialmente per la loro forza fisica, tra i componenti ci sono il capitano Kumio Hisagawa, l'hooker Taira Tadakazu e il mediano d'apertura Atsushi Miyuki, purtroppo il Jinkō non è in grado di fare fronte al divario di forza tra le due squadre, anche perché il Keijō ha un gioco più organizzato, Gion entra in campo nel secondo tempo ma non è capace di creare impatto nella partita e il Jinkō subisce una pesante sconfitta per 40-3. Gion riesce a mettersi in contatto con Komori Shingo, ex giocatore della nazionale di rugby giapponese a cui propone l'incarico di allenatore, e lui accetta riuscendo a gradualmente a portare un'atmosfera diversa in squadra, in modo da aiutare ogni elemento del gruppo a esplorare meglio il proprio talento individuale.
Durante un'amichevole contro una delle squadre più forti di Kanagawa, quella del liceo Sagami, Gion rimane in panchina, gli avversari hanno ottime individualità tra cui il capitano Wada Toshirō, il lock Shōta Adachigahara, il prop Takeya Kurayama, il centre Kenya Horikawa e il wing Yuichi Soga, benché il Jinkō riesca a sostenere bene la partita, specialmente grazie a un'ottima prestazione di Ebumi, gli avversari riescono ad avvantaggiarsi grazie al gioco ai limiti del lecito di Horikawa, Kurayama e Adachigahara oltre al fatto che Soga riesce più volte a conquistare la meta, infatti il Sagami ha un gioco di alto livello, riuscendo a vincere per 42-12.
Komori porta la sua squadra in ritiro dove affronteranno in una sessione di allenamento altre squadre di rugby liceali, tra cui quella del Tenjiku, tra le prime otto della prefettura di Osaka, nella quale giocano il capitano Hikaru Sano e il fullback Renpei Sakura. La partita tra il Jinkō e il Tenjiku è molto combattuta, Sekizan, Ōharano e Ebumi riescono a far emergere la loro superiorità tecnica e atletica, mentre Gion entra in campo nel secondo tempo dimostrando il frutto dei suoi miglioramenti riuscendo persino a sopraffare Sano con il suo sweep, e il Jinkō vince per 28-15. L'ultima amichevole è contro la squadra del liceo Ryōin, la più forte di Kanagawa (si è classificata per quindici anni consecutivi al campionato nazionale) ma il capitano Kōtarō Tsukinaka, i gemelli Kirishima (Kokuto e Sekito) e Ryūjin Zanba rimangono in panchina, benché siano i quattro giocatori più forti della squadra, invece Gion questa volta parte da titolare, dovendo comunque misurarsi con Shō Mikado, il flanker di riserva della squadra, il quale si rivela un avversario ostico. Il Jinkō riesce seppur con difficoltà a portarsi in vantaggio, al punto che Zanba nel secondo tempo decide di entrare in campo, lui è un mediano di mischia ritenuto il giocatore di rugby più forte di Kanagawa, il suo ingresso stravolge gli equilibri in campo, e con la sua soverchiante forza porta il Ryōin a vincere per 42-12.
Ha inizio il campionato della prefettura di Kanagawa, la squadra vincitrice accederà al campionato nazionale, la prima partita del Jinkō è contro la squadra del liceo Nozomigaoka, dove gioca il capitano Arata Wajima, il wing Jin Yagake e il flanker Mamoru Uji. Per merito dei potenti placcaggi di Wajima per il Jinkō è difficile imporsi in attacco, mentre Yakage e Mamoru riescono a ottenere entrambi la meta, ma il Jinkō è in grado di rivaleggiare con la forza della squadra rivale, Gion entra nel secondo tempo mostrando ulteriori progressi nel recupero palla, fondamentale è stato il fatto che nell'epilogo del match Sumiaki sia riuscito a intercettare con la testa il pallone calciato da uno degli avversari permettendo il contrattacco del Jinkō in modo che Ōharano guadagni l'ultima meta facendo sì che Kifune metta a segno il drop che consente alla squadra di vincere per 21-12.
Il match successivo è contro il liceo Hiratsuka guidata da Ryusei Toyama e Minato Atago, rispettivamente capitano e vice-capitano, nella quale giocano anche il mediano d'apertura Shinonoi Asahi e il wing Sosuke Kanuma, la partita per il Jinkō si rivela ardua, anche perché Ōharano è costretto a lasciare il campo dopo un violento intervento di Atago, tra l'altro Toyama, Kanuma e Asahi aiutano ad accumulare punti, inoltre Sekizan avendo commesso fallo viene esonerato dal gioco per sette minuti, comunque Suwa, Sumiaki e Ebumi portano la squadra alla rimonta, mentre Gion, entrando ancora una volta in campo nel secondo tempo, riesce ad atterrare Atago impedendogli di fare meta e di allungare il vantaggio. Sekizan ritorna in campo e grazie a un suo passaggio Matsuo riesce a conquistare la meta definitiva che porta il Jinkō a vincere per 35-26.
Dopo che il Jinkō batte anche il liceo Kanto per 21-17 deve vedersela contro la squadra del liceo Kamakura, contro la quale nemmeno il Keijō è stata capace di prevalere venendo eliminata dal campionato dopo aver subito una sconfitta per 24-14. Nel Kamakura gioca Oku Yuri, ex compagno di scuola di Sumiaki alle medie, oltre al capitano Daigo Takashi e il vice-capitano Yukio Saigoku, il Jinkō e il Kamakura si affrontano in una memorabile sfida di alto livello tecnico, Gion gioca fin dall'inizio della partita. Takashi, Saigoku e Yuri possiedono una forza offensiva straordinaria, ma grazie alle ottime giocate di Ebumi e Ōharano il Jinkō riesce a stare al passo con la squadra avversaria, Gion dà prova di aver migliorato la sua presa nel ricevere il passaggio (dopo che Mikado lo aveva allenato lanciandogli contro dei gavettoni) infine Sumiaki passa la palla a Gion il quale guadagna la meta decisiva, permettendo a Kifune di trasformare il drop che porta il Jinkō a vincere per 24-17.
Purtroppo il percorso del Jinkō per conquistare il titolo del campionato di Kanagawa si conclude con la sua sconfitta in semifinale, a vincere per il sedicesimo anno consecutivo è il Ryōin che sconfigge tutti suoi avversari, compreso il Sagami per 27-20. Gion è speranzoso nei confronti del futuro della squadra, coltivando la convinzione che col tempo raggiungeranno grandi risultati, mentre Sekizan e gli altri studenti del terzo anno lasciano la squadra affidandola ai loro compagni più giovani.

## Personaggi

### Liceo Jinkō
Kenji Gion (祇園 健次?, Gion Kenji)
Doppiato da: Shōya Chiba
Matricola del primo anno del lice Jinkō della prefettura di Kanagawa, è molto suscettibile riguardo la sua bassa statura (159 cm per 54 kg) tanto da arrabbiarsi e diventare a tratti violento quando le persone gli fanno notare che non è alto. Più di ogni altra cosa ha sempre voluto far parte di una squadra, ritenendo che non ci sia niente di più divertente che far parte di un gruppo, aveva tentato con vari sport come il calcio, la pallavolo e il basket ma venne rifiutato da tutti i club dato che per via della sua bassezza nessuno lo riteneva adatto a poter competere in nessuno sport, nemmeno suo fratello maggiore voleva che giocasse con lui e con i suoi amici. Il fatto che sia stato isolato ha probabilmente contribuito a renderlo una persona iraconda e irrequieta. Il suo sogno di poter giocare in una squadra si realizza quando si iscrive al Jinkō entrando nel club di rugby a 15 della scuola, nonostante fosse a digiuno di nozioni impara velocemente le regole, ottiene il ruolo di flanker, è in grado di atterrare avversari persino più grossi di lui, quando esegue il placcaggio preferisce puntare all'ombelico del suo rivale in quanto è l'unica parte del suo corpo che resta immobile anche quando esegue una finta, infatti è abile nello sweep. Col tempo impara a padroneggiare i fondamentali, riuscendo ad acquisire una migliore percezione della palla tanto da riuscire ad afferrarla bene quando gli viene passata. I muscoli della sua schiena sono molto robusti, a quanto pare ciò è dovuto al fatto che da bambino si allenava frequentemente facendo pull up. La maggior parte delle volte prende parte al gioco partendo dalla panchina, infatti viene messo in campo nei momenti critici quando il suo aiuto è indispensabile. Spesso parla a sproposito, rivelandosi inopportuno, ma quando è necessario sa essere serio, si preoccupa per gli altri, e sa anche essere di sostegno ai suoi compagni, specialmente con Sumiaki.
Sumiaki Iwashimizu (石清水 澄明?, Iwashimizu Sumiaki)
Doppiato da: Yūto Adachi
Studente del primo anno, essendo alto di statura intimorisce le persone, sebbene in realtà Sumiaki è un ragazzo timoroso, ansioso e insicuro, preferisce stare lontano dai conflitti, infatti caratterialmente lui e Gion sono agli antipodi. Aveva deciso alle scuole medie di non giocare più a rugby ma Gion lo aiuta a riscoprire la sua passione per lo sport. Quando gioca e ritrova il proprio autocontrollo, si rivela un giocatore fortissimo. Gioca come seconda linea. Nel tempo libero gli piace leggere i romanzi.
Takuya Sekizan (赤山 濯也?, Sekizan Takuya)
Doppiato da: Yoshimasa Hosoya
È il capitano della squadra, studente del terzo anno, ragazzo alto dal fisico massiccio, si distingue per la sua stravagante capigliatura: i suoi capelli sono di color rosso cardinale con dei ciuffi rosa a forma di spirale. Ragazzo dal comportamento fiero, è talmente forte che quando corre con la palla in mano è in grado di scaraventare per terra persino due avversari contemporaneamente, per lui la serietà in allenamento è fondamentale per valutare il valore di un giocatore a seconda dell'impegno che ci mette. Potenzialmente sarebbe uno dei giocatori più forti della prefettura di Kanagawa ma a causa dello scarso livello generale della squadra (dovuto al pessimo programma di allenamento del Jinkō) non è mai stato in grado di emergere, purtroppo Sekizan ha una concezione decisamente immatura degli allenamenti, infatti prima che Komori assumesse il ruolo di allenatore era Sekizan a occuparsi degli allenamenti, col solo risultato che sfiancava i suoi giocatori senza aiutarli realmente a migliorare. Rispetta le gerarchie, sa da una parte pretende disciplina dai suoi giocatori, dall'altra è educato nei confronti di Komori, riconoscendo la sua autorità. Nonostante le apparenze è un ragazzo sensibile e tiene ai suoi compagni. In una gag ricorrente, quando Gion lo fa innervosire, gli strattona le guance.
Mutsumi Hachiōji (八王子 睦?, Hachiōji Mutsumi)
Doppiato da: Ryōta Ōsaka
Studente del terzo anno, vice-capitano della squadra, gioca nel ruolo di tallonatore. Sul volto ha sempre un'espressione di buon umore, è un ragazzo affabile che ispira fiducia, preferisce (contrariamente a Sekizan) un approccio più amichevole con i suoi compagni di squadra più giovani, inoltre si preoccupa molto per loro quando li vede in difficoltà.
Etsugo Ōharano (大原野 越吾?, Ōharano Etsugo)
Doppiato da: Kenshō Ono
Studente del primo anno, gioca nel ruolo di Stand-off inizialmente ha praticato il rugby perché era suo fratello minore che amava giocarci, ma non era abbastanza alto o forte da poterlo praticare, infatti Etsugo gioca principalmente per compiacere il suo fratellino, sebbene sia realmente un atleta eccezionale, tra i più forti del Jinkō. La sua percezione del gioco è tale da poter fare un ottimo passaggio anche senza guardare il suo compagno di squadra. Non è mai gentile con i suoi compagni, ciò che più odia sono le persone che scelgono di autocompatirsi.
Masaru Ebumi (江文 優?, Ebumi Masaru)
Ragazzo dall'atteggiamento tracotante e aggressivo, per lui è difficile stare bene in gruppo essendo un attaccabrighe, ma in realtà è un bravo ragazzo, anche se è una persona solitaria, tiene ai suoi compagni. Tra i giocatori della squadra è indubbiamente il più veloce, per Masaru è indispensabile impegnarsi per potersi imporre ritenendo che ogni giocatore per poter emergere nella propria squadra, debba fare affidamento unicamente sulle proprie forze.
Yutaka Shinshi (眞子 豊?, Shinshi Yutaka)
Studente del terzo anno. È una persona gentile che mette entusiasmo nel gioco, sebbene come viene affermato da Yoshida, nei primi tempi Yutaka non era molto coinvolto nelle partite. Komori, con l'aiuto di Eiichi, gli insegna le basi del sumo ritenendolo un allenamento perfetto per aiutare Yutaka a migliorare la postura del proprio corpo nel contrasto fisico.
Eiichi Hirota (広田鋭一?, Hirota Eiichi)
Ragazzo di grossa corporatura, ha un temperamento reattivo, infatti non ha molto autocontrollo, cede facilmente alle provocazioni. Gli piace molto il buon cibo, quando mangia diventa persino più aggressivo. Alle volte porta sulla fronte una fascia bianca.
Shōta Kibi (吉備将太?, Kibi Shōta)
Studente del secondo anno, principale candidato a sostituire Sekizan come prossimo capitano della squadra, è una persona orgogliosa ma contemporaneamente non è arrogante, infatti si apre al dialogo ritenendo giusto ascoltare anche le opinioni altrui.
Toshinosuke Matsuo (松尾年乃助?, Matsuo Toshinosuke)
Studente del terzo anno, per lui ciò che più conta nel rugby è il lavoro di squadra. Toshinosuke e Sekizan sono grandi amici. Suo padre gestisce un negozio di articoli da giardino, a causa delle sue pessime condizioni di salute, Toshinosuke all'inizio era tentato di abbandonare la squadra per dedicarsi solo all'attività di famiglia, ma vedendo l'impegno dei suoi compagni ritrova la voglia di giocare e di vincere.
Raita Kamo (賀茂雷太?, Kamo Raita)
Gioca come mediano di mischia, in passato proprio come Gion si sentiva complessato per via della sua bassa statura, ma ha imparato a vederla come un punto di forza, in quanto un giocatore, favorito da un corpo più piccolo, ha un maggior margine di spazio, potendo correre più liberamente evitando gli avversari.
Natsuki Ise (伊勢夏樹?, Ise Natsuki)
Studente del secondo anno, dalla testa gli spuntano tre ciuffi di capelli simili a delle corna, malgrado il suo aspetto da teppista, è in realtà un ragazzo timido e con poca autostima. I suoi genitori sono morti, vive con suo fratello maggiore il quale ha assunto il ruolo di suo tutore legale.
Yūsaku Suwa (諏訪勇作?, Suwa Yūsaku)
Doppiato da: Daichi Kanbara
Studente del secondo anno, gioca nel ruolo di ala. È sempre stato condizionato dal suo fisico esile, infatti nonostante il suo impegno non è stato mai in grado di potenziare la sua forza muscolare, ciò lo porta a essere invidioso dei suoi compagni che invece sono atleticamente più forti di lui. Studia il rugby guardando sul proprio cellulare i video delle partite. Quando non gioca porta gli occhiali da vista.
Hirokuni Kasuga (春日寛邦?, Kasuga Hirokuni)
Studente del terzo anno, è persino più intimidatorio ed esigente di Sekizan, questo perché pretende dei buoni risultati dai suoi compagni di squadra, arrivando anche a essere un po' manesco, è severo soprattutto con Gion il quale è decisamente timorato di lui.
Shinosuke Hyōsu (兵主進乃介?, Hyōsu Shinosuke)
Studente del terzo anno, ragazzo paziente e gentile, ha aiutato Gion ha perfezionare la sua tecnica di gioco, tra l'altro preferisce usare metodi più gentili e pratici per impartire istruzioni, specialmente se paragonati a quelli più rigidi di Hirokuni.
Isao Kifune (貴船公?, Kifune Isao)
Studente del secondo anno, gioca nel ruolo di estremo, ragazzo molto timido con poca sicurezza nelle sue capacità, pur essendo un bravissimo giocatore. Preferisce risparmiare le forze limitando al minimo lo sforzo. In passato giocava a calcio, ma lo abbandonò dato che pur seguendo i movimenti della pallone non riusciva a stargli dietro per via della sua poca velocità. Il suo drop è infallibile.
Kōichirō Kashima (鹿島耕一郎?, Kashima Kōichirō)
Studente del terzo anno. Lui e Raita erano compagni di scuola alle medie. Ha sempre un'espressione malinconica. Apprezza molto i suoi compagni, specialmente quando si impegnano, per lui infatti il lavoro e la dedizione che viene messa dai propri compagni deve rappresentare un incentivo per lavorare sodo e impegnarsi a propria volta.
Taihei Nōka (苗鹿大平?, Nōka Taihei)
Studente del secondo anno. Ragazzo poco ambizioso e insicuro, è sempre stato difficile per lui emergere nella squadra, essendosi praticamente limitato alla sola formazione di base, sebbene nel profondo abbia sempre desiderato essere un grande giocatore su cui i suoi compagni potessero fare affidamento. Uno dei motivi per cui non riesce a impegnarsi nel gioco, come lui stesso ha ammesso, è che ha paura di farsi male.
Umeno Hoakari (火明うめの?, Hoakari Umeno)
È la manager della squadra, studentessa del secondo anno. Svolge il suo lavoro con passione e serietà, è una ragazza gentile e disponibile, tiene molto alla squadra. Nei primi tempi è stata lei a istruire Gion dalla panchina alle regole del rugby.
Komori Shingo (籠信吾?, Shingo Komori)
È l'allenatore della squadra, in passato ha giocato nella nazionale giapponese. Ha aperto un suo blog sul rugby, attraverso il quale Gion lo ha contattato chiedendogli di assumersi il ruolo di allenatore, dato che la squadra ne era sprovvista. È un uomo serio e esigente, ma anche premuroso e di buon cuore, per lui è importante che ogni giocatore abbia la possibilità di scendere in campo, in modo da valutarne le capacità, abile nel scegliere le sostituzioni nei momenti cruciali. Indossa quasi sempre il suo cappello jipijapa. È sposato con sua moglie Yumi.
Satoshi Yoshida (吉田諭志?, Yoshida Satoshi)
Insegnante del liceo Jinkō nonché responsabile del club di rugby dell'istituto. In principio aveva tentato di essere di sostegno ai suoi giocatori aiutandoli a migliorare, ma vedendo quanto fossero pigri e poco competitivi, col tempo abbandonò la squadra, lasciandola alla gestione di Sekizan, smettendo di assistere alle loro partite. È solo grazie a Komori che ritrova il suo entusiasmo nell'aiutare la squadra a raggiungere nuovi risultati, vedendo che ora sotto la guida di Sekizan come capitano, i giocatori sono più operosi e solerti.

### Altri licei

#### Liceo Keijō
Kumio Hisagawa (久川久美男?)
È il mastodontico capitano della squadra del liceo Keijō, da sempre ritenuta tra le più forti della prefettura di Kanagawa. Ragazzo garbato con un sorriso gentile, nonché un giocatore eccezionale, possiede un'ottima presa, tanto da poter rubare palla all'avversario anche solo afferrandola con la forza, inoltre quando corre è in grado di scaraventare (forte della sua mole) coloro che cercano di placcarlo al solo contatto. Abile nel gestire una situazione di mischia, avendo persino istruito Gion a migliorare il suo stile di gioco. Per lui è indispensabile che un giocatore prenda sul serio gli allenamenti, almeno quanto prenda seriamente una partita, ritenendolo fondamentale per capire quanta abnegazione metta nel gioco. Nonostante la forza della sua squadra, è un ragazzo umile, preferisce non dare la vittoria per scontata. È implicito che sia molto più severo di quanto non dia a vedere, ne è la conferma che gli basta un solo sguardo per intimorire i suoi compagni di squadra.
Taira Tadakazu (平唯一?)
Gioca nel ruolo di hooker, studente del terzo anno e vice-capitano del Keijō. Rispetta tantissimo Sekizan, fin da quando erano due matricole dei loro rispettivi licei. Ogni volta che lo vede eccede sempre nelle sue manifestazioni d'affetto, cosa che Sekizan trova spesso scocciante. Come Tadakazu ha ammesso, ciò che ama di Sekizan è la determinazione che mette in partita, tanto che quando è davanti a lui come rivale ciò lo sprona a giocare con maggiore impegno. Esprime sempre (senza contegno) ogni suo stato d'animo, tanto che è persino più esuberante di Gion.
Atsushi Miyuki (御幸篤?)
Gioca nel ruolo di Stand-off lui e Sumiaki erano compagni di scuola alle medie, oltre al fatto che sono sempre stati grandi amici, giocavano nello stesso club di rugby, ma Sumiaki senza volerlo procurò un infortunio a Miyuki, che per molto tempo è stato costretto a stare lontano dai campi da gioco, il rimorso spinse Sumiaki a lasciare il rugby, anche se poi ha deciso di tornare a praticarlo una volta iscritto al liceo Jinkō, mentre Miyuki, come giocatore del liceo Keijō diventa suo rivale, pur preservando la loro amicizia. Il padre di Miyuki è sempre stato un grande ammiratore del rugby, è stato sotto la sua influenza che Miyuki si è appassionato a questo sport decidendo di praticarlo. Sul volto porta quasi sempre dei cerotti.
Ogi Yōichi (荻洋一?)
Il suo ruolo è quello di wing, è uno dei giocatori più forti della squadra, capace di guadagnare la meta approfittando del momento in cui è smarcato. Anche quando gioca ha sempre sul volto un'espressione allegra, è una persona decisamente emotiva.
Yūji Haijima (残波琉人?)
È l'allenatore della squadra, quasi sempre mostra un sorriso allegro, ma può arrivare ad arrabbiarsi quando i suoi giocatori lo fanno irritare. È una persona decisamente gentile e disponibile, infatti in più di un'occasione ha aiutato i giocatori del Jinkō negli allenamenti per migliorare il loro livello di preparazione.

#### Liceo Sagami
Wada Toshirō (和田敏郎?)
È il capitano della squadra del liceo Sagami, sebbene in genere i suoi compagni preferiscano una condotta irriverente e violenta nel gioco, lui gioca in maniera seria e leale, ha sempre un'espressione austera, esige dai suoi compagni il pieno impegno ma anche disciplina, anche se punta alla vittoria sa accettare la sconfitta con umiltà.
Kenya Horikawa (堀川 謙弥?)
Ragazzo con un atteggiamento provocativo, durante la partita si diverte a fare leva sulle debolezze emotive dei suoi avversari in modo da deconcentrarli, inoltre è evidente che gode nel vilipenderli. Abile nell'osservare i giocatori e capire i loro punti di forza, prende sempre informazioni sugli atleti delle squadre degli altri istituti.
Mitsuo Hanadate (花館充男?)
Studente del primo anno, in apparenza sembra un ragazzo gentile e modesto, ma in realtà è freddo e vendicativo, giocava a rugby alle scuole medie ma la sua squadra venne battuta da quella dell'istituto dove giocavano Miyuki e Sumiaki, per i quali ancora adesso prova astio. Quando ha il controllo della partita si dimostra molto sicuro e arrogante, al contrario davanti a un avversario forte si rivela debole e timoroso.
Yoichi Goshozome (御所染 与一?)
Proprio come Horikawa, anche lui segue le partite delle squadre avversarie con entusiasmo, ritenendo importante osservare le squadre rivali, sebbene non abbia le stesse doti analitiche del suo compagno di squadra. A quanto pare simpatizza per la squadra del Jinkō, in particolare pare che Etsugo sia il suo giocatore preferito.
Shōta Adachigahara (安達原 昭太?)
Ragazzo dall'aria quasi innocente con un sorriso gentile, ma in realtà usa una condotta aggressiva e sleale per mettere in difficoltà i suoi avversari, creando disordine nei loro schemi di gioco, tra l'altro è evidente che gode nel vedere i suoi rivale in difficoltà, mostrando anche un sorriso sprezzante.
Yuichi Soga (曽我 友一?)
È uno dei giocatori più forti del Sagami, sa come guadagnare la meta sfruttando bene sia la velocità che la forza, è molto sicuro delle sue capacità. Sul volto ha un'espressione un po' arrogante e minacciosa, inoltre ha sempre le occhiaie.
Kita (喜多?)
È l'allenatore della squadra, prova una grande stima nei confronti di Komori, è una persona molto espansiva. Nonostante le apparenze è un allenatore esigente, non tollera che i suoi atleti giochino al di sotto delle loro possibilità, ciò a cui punta è trasformare il Sagami nella squadra più forte di Kanagawa.

#### Liceo Ryōin
Kōtarō Tsukinaka (月中 幸太郎?)
È il capitano della squadra di rugby del liceo Ryōin, ritenuta la più forte di Kanagawa, avendo vinto per 16 anni consecutivi il campionato liceale della prefettura. Ragazzo un po' sbadato ed esuberante, alle volte il suo allenatore (in chiave comica) lo punisce per gli errori commessi non da lui bensì dai suoi compagni. Quando osserva una partita dalla panchina lo fa con la più assoluta obbiettività, sapendo vedere anche gli errori commessi dei suoi stessi compagni. È ben voluto dalla sua squadra.
Ryūjin Zanba (残波琉人?)
Ritenuto il giocatore più forte di Kanagawa, ragazzo dal fisico imponente e statuario, gioca come scrum half, placcarlo è quasi impossibile, è in grado di atterrare gli avversari con una facilità estrema, inoltre può giocare a pieno regime scendendo in campo senza nemmeno dover fare il riscaldamento. Viene soprannominato Il mostro di Kanagawa (神奈川の怪物?, Kanagawa no kaibutsu) viene venerato dal pubblico femminile. Nonostante il suo aspetto poco rassicurante, è un ragazzo buono e simpatico, per lui il valore di un giocatore non si misura dalla sua bravura, ma dal modo in cui riesce ad entusiasmare il pubblico. Zanba ama annientare completamente i suoi avversari con la sua superiorità, è talmente forte che con le sue prestazioni toglie la voglia di combattere, non solo ai suoi avversari, ma anche ai suoi compagni di squadra. La sua unica debolezza è il cibo, ha un appetito incontenibile.
Kokuto Kirishima (霧島国人?)
È il fratello di Sekito, entrambi giocano nella squadra del Ryōin, sono gemelli eterozigoti. Kokuto è fisicamente molto forte, sia per le fattezze del viso che per la capigliatura, ricorda molto un leone. Sa cucinare l'okonomiyaki, infatti è un bravo cuoco.
Sekito Kirishima (霧島関人?)
È il fratello gemello di Kokuto, ritenuto il flanker più forte di Kanagawa. Ha iniziato a giocare a rugby col solo scopo di diventare più forte, è una persona amichevole ma anche determinata. Anche se non è fisicamente molto prestante, compensa con la sua eccezionale agilità, il suo pregio è quello di muoversi con la più assoluta disinvoltura.
Shō Mikado (御門 翔?)
È il flanker di riserva della squadra, anche lui come Gion è basso di statura, sebbene si vanti di essere più alto rispetto a quest'ultimo, anche se di poco. È comunque un giocatore dotato di una buona tecnica, ed è anche una persona volenterosa, caratterialmente lui e Gion sono molto simili, in ogni caso Mikado lo ha aiutato a migliorare insegnandogli a perfezionare la sua presa.
Kōsei Minato (源 晃生?)
È l'allenatore della squadra, per lui la cosa più importante è l'umiltà, indipendentemente dal fatto che il Ryōin sia la squadra più forte della prefettura, ritiene necessario che i suoi giocatori prendano coscienza delle loro debolezze per poter poi migliorare. Gode nel vedere i suoi giocatori sottomettere gli avversari. Tende a innervosirsi e a irritarsi con facilità davanti ai comportamenti sconclusionati di Tsukinaka e Zanba.

#### Liceo Tenjiku
Hikaru Sano (佐野 光?)
È il capitano della squadra del liceo Tenjiku, considerata tra le otto più forti della prefettura di Osaka. Gli piace giocare liberamente, questo è il motivo per cui ha scelto di iscriversi al liceo Tenjiku, la cui squadra di rugby è stata fondata solo da pochi anni, in quanto non ha una sua tradizione di gioco. Come capitano pretende che la sua autorità non venga messa in discussione, ma per lui è difficile gestire il carattere di Sakura. La sua potenza fisica è tale da poter persino bloccare Sekizan quando quest'ultimo è in piena corsa.
Renpei Sakura (桜 廉平?)
Studente del terzo anno, gioca nel ruolo di full-back. È un giocatore che potrebbe essere definito perfetto, infatti possiede velocità, forza fisica, e un ottimo controllo della palla, tra l'altro può segnare con il drop calciando anche da una distanza di cinquanta metri, è stato anche inserito negli "All Stars" di Osaka. È sempre stato difficile per lui andare d'accordo con i suoi compagni, essendo pretenzioso spesso litiga con loro quando non li ritiene all'altezza delle sue aspettative, ha un carattere rabbioso e odia chiunque per lui rappresenti un intralcio; non è una persona cattiva, semplicemente ama vincere e quindi pretende da tutti il massimo impegno. Ōsaka è il suo migliore (se non unico) amico, e sebbene la loro amicizia sembri sbilanciata dato che Renpei non è mai gentile con lui, a modo suo tiene al suo amico. Ciò a cui mira è giocare nella nazionale del Giappone.
Sunao Ōsaka (逢坂 淳?)
È il vice-capitano della squadra, furono i suoi genitori che ebbero come idea quella di iscriverlo a una scuola di rugby quando era ancora un bambino, e fu in quel frangente che conobbe Sakura, rimanendo affascinato dal suo talento. Ōsaka è un ragazzo amichevole, gentile e allegro, i suoi compagni di squadra lo rispettano, anche perché a dispetto delle apparenze, è una persona forte di carattere. A volte ha l'ingrato compito di sedare le liti tra Renpei e il resto della quadra quando egli si mette a provocare i suoi compagni.
Chōji Hosotani (細谷 長司?)
Ragazzo educato e con un carattere più rimesso se paragonato a quello di Ōsaka, con cui ha un buon rapporto di amicizia. Come molti altri in squadra non ha una grande considerazione di Sakura, fatica infatti a capire come sia possibile che lui e Ōsaka siano amici vista la loro diversità di carattere. Ha dei grandi incisivi, particolarmente sporgenti.
Ukyō Ooshima (大島 右京?)
È uno dei giocatori più forti della squadra, anche se è un po' esitante nei momenti cruciali si rivela un giocatore con grinta e tenacia, possiede molta forza tanto da poter prevalere nello scontro individuale contro il suo avversario diretto con facilità.
Futami (二見?)
È l'allenatore della squadra, in passato giocava a rugby nel ruolo di wing, sebbene abbia poco più di 30 anni, come viene fatto notare da Yoshida sembra decisamente più giovane. È un uomo socievole, simpatico e amichevole. Gli è difficile per lui gestire il talento individuale dei suoi giocatori, in quanto spesso proprio per via della loro forza sono altezzosi e poco inclini a non ascoltare i suoi consigli, per Futami il talento è inutile se un giocatore non possiede un buon equilibrio emotivo.

#### Liceo Nozomigaoka
Arata Wajima (和島荒田?)
È il capitano della squadra del liceo Nozomigaoka, quando si iscrisse al liceo come matricola non era molto coinvolto nei suoi doveri verso la squadra, preferendo trascorrere il suo tempo nelle sale giochi, figlio di una madre single i due passano poco tempo insieme dato che lei è quasi sempre fuori casa. È stata la stima nei confronti del suo allenatore Tomie a spingerlo a impegnarsi per conquistare la sua posizione in squadra, imparando l'importanza di raggiungere degli obiettivi. I suoi placcaggi sono fortissimi.
Mamoru Uji (守るうじ?)
È uno dei giocatori più valenti del Nozomigaoka, è abile in attacco ricevendo il passaggio correndo per guadagnare la meta in mancanza di avversari che possano placcarlo. I suoi occhi sono sempre coperti dai suoi capelli.
Jin Yagake (ジンやがけ?)
È tra i giocatori più forti della squadra, attaccante veloce che contribuisce a rafforzare la forza offensiva del gruppo, quando corre con la palla è capace di scartare l'avversario facilmente, e sa come fare meta sfruttando l'occasione.
Koichi Fukuroi (袋井浩一?)
Giocatore decisamente veloce, riesce a placcare il suo rivale diretto sfruttando fondamentalmente la sua rapidità cercando di cogliere impreparato l'avversario con il possesso palla, anche Kamo ammette che Fukuroi sa usare bene la propria velocità.
Yoshio Miyatsu (宮津義夫?)
È uno dei principali difensori della squadra, giocatore determinato usa bene la sua forza per impedire al portatore di palla di fare meta, bloccandolo durante la corsa o anche scaraventandolo per terra, si lascia però superare con facilità davanti un gioco veloce.
Yūjiro Tomie (富江十二郎?)
È l'allenatore della squadra, un tempo era un giocatore di rugby, lui e Komoi sono da anni ottimi amici. Prima di allenare al Nozomigaoka aveva svolto il ruolo di allenatori anche in altri istituti, ha allenato anche alle scuole medie e all'università. Wajima gli è molto affezionato.

#### Liceo Hiratsuka
Ryusei Toyama (富山リュセイ?)
È il capitano della squadra del liceo Hiratsuka. Ragazzo sfacciato che parla senza mezzi termini, questo aspetto del suo carattere lo portò ad attirare a sé le antipatie dei suoi senpai quando era una matricola, tanto da non curarsi di quanto i suoi atteggiamenti fossero irrispettosi nei confronti degli studenti più anziani. Ama muoversi liberamente in campo, infatti benché all'inizio quando si era iscritto al liceo avesse preso in considerazione la possibilità di giocare nel club di baseball vi rinunciò in quanto era uno sport le cui regole limitavano la sua possibilità di correre con libertà. A volte simula il fallo o mette l'avversario nella condizione di commettere azioni da ammonizione, non essendo molto forte dal punto di vista fisico, ritiene che giocare con un po' di malizia sia il modo migliore per ottenere dei buoni risultati. Per lui la cosa più importante in una squadra, è la tifoseria, infatti all'inizio il club di rugby dell'Hiratsuka aveva pochi ammiratori, è stata di Toyama l'idea di reclutare principalmente ragazzi affascinanti e di bella presenza in modo da portare le ragazze dell'istituto a tifare per la loro squadra. È gentile e paziente con i suoi compagni di squadra. Il suo occhio sinistro spesso è coperto dai capelli.
Minato Atago (湊あたご?)
È il vice-capitano della squadra, lui e Etsugo frequentavano la stessa scuola media, è molto cambiato da allora, oltre al fatto che adesso possiede un fisico più possente (mentre in principio aveva un corpo più gracile) se all'inizio era una persona insicura, ora è diventato spietato contro i suoi avversari, usando anche un gioco violento. Ha una buona considerazione di Estugo, trovando strano che abbia scelto una scuola come il Jinkō, la cui squadra di rugby è praticamente semi-sconosciuta non ritenendola all'altezza del suo talento. Lui e Toyama sono buoni amici. Legge molti libri sul rugby, è consapevole di non essere un grande campione, ma ritiene che anche i giocatori meno talentuosi possano essere utili in partita in quanto possono sempre essere un supporto per i loro compagni più forti.
Shion Sakurai (シオンさくらい?)
Ragazzo affascinante, le sue compagne di scuola hanno un debole per lui, infatti riscuote successo tra le ragazze almeno quanto Minato e Toyama, inoltre è evidente che gli piace essere circondato da fanciulle adulanti. Ha sempre un'espressione sorridente.
Asai Shinonoi (浅井篠ノ井?)
Ottimo giocatore, oltre a saper eseguire bene il drop, è abile pure nel correre in attacco, sa come sfruttare bene sia la sua velocità che la sua agilità, riuscendo a superare facilmente il suo avversario. Sebbene sia un po' insicuro, a volte quanto ottiene un vantaggio sui suoi avversari li guarda con un sorriso arrogante di soddisfazione.
Ichiu Yamamoto (一宇山本?)
È tra i migliori difensori della squadra, è abbastanza forte dal punto di vista fisico, e anche veloce, sebbene riesce a impedire all'avversario di fare meta principalmente quando è aiutato da un altro compagno, oltre a ciò è anche abile nel drop.
Sosuke Konuma (コヌマ惣右介?)
È tra i giocatori più forti dell'Hiratsuka, sa come cogliere l'opportunità per fare meta, se però in attacco se la cava bene, al contrario non è altrettanto forte in difesa, infatti non è in grado creare difficoltà agli avversari quando avanzano.
Nakajima (中島?)
È l'allenatore della squadra, contrariamente agli altri allenatori apparsi nella serie, lui non è una figura carismatica e di supporto per i suoi giocatori, infatti non interviene nelle decisioni riguardanti il gioco, anche perché Toyama è capace di gestire la squadra da solo.

#### Liceo Kamakura
Daigo Takashi (大吾隆?)
È il capitano della squadra di rugby del liceo Kamakura, decisamente meno espansivo rispetto al suo compagno di squadra Saigoku, è il giocatore più forte della squadra, questo è il motivo per cui Zenkoji lo ha nominato capitano. Animato da un grande spirito combattivo, abile nel calciare il drop, inoltre secondo Komoi, benché Sekizan sia apparentemente più forte fisicamente, Takashi è comunque in grado di rivaleggiare con lui. Tiene quasi sempre chiuso il suo occhio sinistro.
Yukio Saigoku (ユキオ西国?)
Persona espansiva, sembra quasi sempre di buon umore, in alcuni casi però riesce mettere in soggezione anche i suoi compagni di squadra con i suoi sorrisi maligni: mostra due facce infatti da una parte sembra una persona allegra e amichevole, ma dall'altra è esigente e intimidatorio. Alle scuole medie non è stato capace di emergere come giocatore sia per il grossolano programma di allenamento che per lo scarso valore dei suoi compagni di squadra. Al liceo Kamakura, al contrario, le sue qualità gli hanno valso la posizione di vice-capitano, sapendo interpretare gli ordini e contemporaneamente impartirli meglio di chiunque, oltre ad avere una buona visione del campo.
Oku Yuri (おくゆり?)
Giocava a rugby insieme a Sumiaki e Miyuki quando tutti e tre frequentavano la stessa scuola media, era stato proprio Miyuki a convincerlo a giocare a rugby. Sia Yuri che Miyuki desideravano giocare nella squadra del liceo Keijō, ma solo Miyuki venne ammesso. Persona rabbiosa e provocativa, Zenkoji di lui apprezza proprio la sua indole feroce, non si fa problemi a usare pure mosse scorrette. Anche se per via del suo orgoglio fatica ad ammetterlo, tiene ancora molto a Miyuki sebbene non giochino più nella stessa squadra.
Akira Mito (水戸アキラ?)
È tra i difensori più forti della squadra, dotato di forza fisica, è completamente calvo, tra l'altro la sua testa ha una forma decisamente strana. Benché sul volto abbia un'espressione piuttosto austera, in realtà è un ragazzo gentile.
Ryota Takenōchi (タケウチ涼太?)
Ragazzo dal fisico imponente, forte nel contrasto fisico, a detta di Atsuta e Kibi il suo gioco difensivo non lascia scampo rendendo difficile agli avversari guadagnare terreno. Persona tranquilla e amichevole, capace di tenere sotto controllo Yuri quando egli si arrabbia. Il suo mento ha una forma bizzarra, oltre al fatto che sporge in avanti è anche appuntito.
Narumi (鳴海?)
Ha un atteggiamento piuttosto irresoluto, cosa che viene messa in evidenza quando è davanti al carattere minatorio di Saigoku del quale è palesemente terrorizzato. Ha una ciocca di capelli che gli cade dalla parte destra del suo viso, coprendo parzialmente il suo occhio destro.
Kikuo Takano (高野喜久雄?)
Gioca come wing, aiuta i suoi compagni ad avanzare in attacco sfruttando la strategia della squadra ovvero il pod attack sebbene i suoi placcaggi non sono molto forti. Takano è omosessuale, tra l'altro come lui stesso ha ammesso, ha un debole per Sekizan.
Zenkoji (善光寺?)
È l'allenatore della squadra. A quanto pare sceglie personalmente i giocatori da reclutare nel suo istituto, inoltre riesce a individuare il talento di un atleta, ad esempio ha reclutato Yuri e Saigoku benché ai tempi delle scuole medie non avessero avuto una carriera molto brillante, avendo notato però il loro latente potenziale. I suoi giocatori lo apprezzano perché, benché sia severo, non è un uomo presuntuoso. Ha sempre un'espressione cupa e severa, ma tiene a cuore la sua squadra, rivelandosi in rari casi anche affettuoso. Indossa sempre il cappello con visiera.

## Media

### Manga
Il manga, scritto e disegnato da Shiori Amase, ha iniziato la serializzazione sulla rivista Monthly Morning Two di Kōdansha il 21 novembre 2012. Il primo volume tankōbon è stato pubblicato il 23 aprile 2013 e l'ultimo il 21 febbraio 2020. Negli Stati Uniti i diritti di distribuzione digitale in lingua inglese sono stati acquistati da Kodansha Comics USA.

#### Volumi
| Nº | Data di prima pubblicazione                | Data di prima pubblicazione                                                              | Data di prima pubblicazione |
| Nº | Giapponese                                 | Giapponese                                                                               |                             |
| -- | ------------------------------------------ | ---------------------------------------------------------------------------------------- | --------------------------- |
| 1  | 23 aprile 2013                             | ISBN 978-4-06-387208-8                                                                   |                             |
| 2  | 20 settembre 2013                          | ISBN 978-4-06-387259-0                                                                   |                             |
| 3  | 21 febbraio 2014                           | ISBN 978-4-06-387297-2                                                                   |                             |
| 4  | 23 luglio 2014                             | ISBN 978-4-06-388355-8                                                                   |                             |
| 5  | 22 dicembre 2014                           | ISBN 978-4-06-388411-1                                                                   |                             |
| 6  | 23 aprile 2015                             | ISBN 978-4-06-388449-4                                                                   |                             |
| 7  | 23 settembre 2015                          | ISBN 978-4-06-388502-6                                                                   |                             |
| 8  | 23 febbraio 2016 (ed. regolare & speciale) | ISBN 978-4-06-388564-4 (ed. regolare) ISBN 978-4-06-358802-6 (ed. speciale con drama-CD) |                             |
| 9  | 23 giugno 2016                             | ISBN 978-4-06-388614-6                                                                   |                             |
| 10 | 23 settembre 2016                          | ISBN 978-4-06-388644-3                                                                   |                             |
| 11 | 23 febbraio 2017                           | ISBN 978-4-06-388688-7                                                                   |                             |
| 12 | 23 giugno 2017 (ed. regolare & limitata)   | ISBN 978-4-06-388738-9 (ed. regolare) ISBN 978-4-06-510062-2 (ed. limitata)              |                             |
| 13 | 22 novembre 2017 (ed. regolare & limitata) | ISBN 978-4-06-510523-8 (ed. regolare) ISBN 978-4-06-510517-7 (ed. limitata)              |                             |
| 14 | 23 maggio 2018 (ed. regolare & limitata)   | ISBN 978-4-06-511375-2 (ed. regolare) ISBN 978-4-06-511602-9 (ed. limitata)              |                             |
| 15 | 23 gennaio 2019                            | ISBN 978-4-06-514143-4                                                                   |                             |
| 16 | 23 agosto 2019                             | ISBN 978-4-06-516806-6                                                                   |                             |
| 17 | 21 febbraio 2020                           | ISBN 978-4-06-518500-1                                                                   |                             |

### Anime
Annunciato il 22 settembre 2015 sul Monthly Morning Two di Kōdansha, un adattamento anime di venticinque episodi, diretto da Ken'ichi Shimizu e coprodotto da Madhouse e TMS Entertainment in collaborazione con Telecom Animation Film, è andato in onda dal 6 ottobre 2016 al 30 marzo 2017. In Italia l'anime è stato acquistato da Dynit e trasmesso in streaming in simulcast su VVVVID, mentre in altre parti del mondo i diritti sono stati acquistati da Crunchyroll.

#### Episodi
| Nº | Titolo italiano Giapponese 「Kanji」 - Rōmaji                                                        | In onda          | In onda |
| Nº | Titolo italiano Giapponese 「Kanji」 - Rōmaji                                                        | Giapponese       |         |
| 1  | I primini di quest'anno sono uno spasso 「今年の１年はウケるな」 - Kotoshi no ichinen wa ukeru na    | 6 ottobre 2016   |         |
| 2  | Voglio placcare 「タックルやりてェ」 - Takkuru yarite                                                | 13 ottobre 2016  |         |
| 3  | La cosa più importante 「一番大切なのは」 - Ichiban taisetsu na no wa                                | 20 ottobre 2016  |         |
| 4  | Cosa devo fare? 「俺、なにしたらいい？」 - Ore, nani shitara ii?                                     | 27 ottobre 2016  |         |
| 5  | Cosa ci manca 「足りないもの」 - Tarinai mono                                                        | 3 novembre 2016  |         |
| 6  | Mettercela tutta 「出し切ること」 - Dashikiru koto                                                   | 10 novembre 2016 |         |
| 7  | Voglio riuscire a far tutto 「全部できるようになりたい」 - Zenbu dekiru yō ni naritai                | 17 novembre 2016 |         |
| 8  | Dilettanti 「球遊び」 - Tama asobi                                                                   | 24 novembre 2016 |         |
| 9  | Siete diventati forti 「お前たちは強くなった」 - Omaetachi wa tsuyoku natta                          | 1º dicembre 2016 |         |
| 10 | Ho mangiato un po' troppa granita 「ちょっとかき氷食べ過ぎて」 - Chotto kakigōri tabesugite          | 8 dicembre 2016  |         |
| 11 | Ti manca l'istinto 「センスねェんだよ」 - Sensu nen da yo                                            | 15 dicembre 2016 |         |
| 12 | Allenamento congiunto 「合同練習」 - Gōdō renshū                                                     | 22 dicembre 2016 |         |
| 13 | Puntiamo insieme al Ryōgoku 「一緒に両国を目指そう」 - Issho ni Ryōgoku o mezasou                    | 5 gennaio 2017   |         |
| 14 | Il giorno X 「Xデイ」 - X dei                                                                        | 12 gennaio 2017  |         |
| 15 | Compagno di squadra 「チームメイト」 - Chīmumeito                                                    | 19 gennaio 2017  |         |
| 16 | Vi siete preparati 「お前らは準備してきた」 - Omaera wa junbi shitekita                              | 26 gennaio 2017  |         |
| 17 | Ritiro estivo 「夏合宿」 - Natsu gasshuku                                                            | 2 febbraio 2017  |         |
| 18 | Impara 「学べ」 - Manabe                                                                             | 9 febbraio 2017  |         |
| 19 | Non sto piangendo 「泣いてねーよ」 - Naitenē yo                                                      | 16 febbraio 2017 |         |
| 20 | Non siete contenti? 「嬉しくねーのか？」 - Ureshiku nē no ka?                                        | 23 febbraio 2017 |         |
| 21 | Rito portafortuna 「おまじない」 - Omajinai                                                          | 2 marzo 2017     |         |
| 22 | Il tuo territorio 「自分のシマ」 - Temee no shima                                                    | 9 marzo 2017     |         |
| 23 | Ho imparato dai miei compagni 「ダチに教わったんだ」 - Dachi ni osowattan da                         | 16 marzo 2017    |         |
| 24 | Avversari che prima d'oggi erano irraggiungibili 「絶対戦えなかった相手」 - Zettai tataenakatta aite | 23 marzo 2017    |         |
| 25 | All Out 「オールアウト」 - Ōru Auto                                                                  | 30 marzo 2017    |         |